# Fyring
 Denne artikel bør gennemlæses af en person med fagkendskab for at sikre den faglige korrekthed.

Fyring betyder afskedigelse fra et lønarbejde og er en ufrivillig afslutning af arbejdskontrakt foretaget af arbejdsgiveren. Fyring er som regel imod den fyredes ønsker modsat opsigelse, hvor arbejderen frivilligt afslutter arbejdskontrakten. Opsigelsen har også en aftalt  tidsfrist, afhængig af overenskomster og erfaring, hvorimod en fyring kan også foretages med øjeblikkelig virkning. Tidsfrister og begrundelser omtales i arbejdskontrakten.
En fyring er anderledes end manglende fornyelse af tidsbegrænset jobkontrakt eller manglende ansættelse på fuldtid efter en prøveperiode (herunder også praktikplads, jobtræning, orlov, vikar), da den ansatte kender til det nøjagtige afslutningstidspunkt, mens en fyring kan forekomme uventet,
Fyring kan forekomme, hvis arbejdsgiveren skønner, at arbejderen har brudt arbejdskontrakten, enten ved mangelfuldt arbejde eller ved uønsket opførsel på arbejdspladsen; men også på grund af økonomiske vanskeligheder på arbejdspladsen eller øjeblikkelig fyring, hvis arbejderen har brudt straffeloven (kriminalitet på arbejdspladsen).
Fyring er oftest uønsket og kan få negativ betydning for  nye ansættelser. Arbejdsgivere vil undgå at ansætte arbejdere, der er fyret, da det får arbejderen til at se ud som upålidelig. Ved jobinterviews undgår mange arbejdssøgende at omtale deres fyring, og de omtaler deres fyring som frivillig fratræden.
Den fyrede kan ofte anke fyringen og endda sagsøge arbejdsgiveren, hvis fyringen er uberettiget. Det kan det blive dyrt for arbejdsgiveren, som kan idømmes bøde og erstatning til den fyrede (som i Sverige).
I folkemunde kan fyring hedde "at få sparket" og blive fyret på gråt papir.

## Massefyring
En massefyring, fyringsrunde eller prikkerunde betegner afskedigelsen af en væsentlig andel af  medarbejdere. Massefyringer forekommer ofte efter økonomisk nedgang for arbejdsgiveren. Det skaber stor nervøsitet hos de ansatte, da de ikke på forhånd ved, hvem der bliver fyret.